# Mechový potok
Mechový potok je potok pramenící u obce Stožec, části České Žleby v české části Šumavy, povodí Vltavy, Jihočeském kraji, okrese Prachatice, NP Šumava. Převážná část jeho toku je vedena po česko-německé státní hranici. Je dlouhý 5 km. Je to pravostranný přítok říčky Řasnice. Potok teče severozápadním směrem po česko-německé státní hranici, u obce Strážný se vlévá z pravé strany do říčky Řasnice. Na jeho toku jsou dva turistické hraniční přechody. Těsně před soutokem se Řasnicí je to hraniční přechod Dolní Cazov - Schnellenzipf, druhý přechod je České Žleby - Bischofsreut.